# ايفان لوبيز
ايفان لوبيز (بالإسبانية: Iván López)‏ (13 مايو 1978 بوغوتا كولومبيا - ) هو لاعب كرة قدم كولومبي يلعب كمدافع.

## روابط خارجية
- ايفان لوبيز على موقع قاعدة بيانات كرة القدم.إي يو (الإنجليزية)
- ايفان لوبيز على موقع ناشيونال فوتبول تيمز (الإنجليزية)
- ايفان لوبيز على موقع Soccerway.com (الإنجليزية)